# 4-ヒドロキシ安息香酸デカルボキシラーゼ
4-ヒドロキシ安息香酸デカルボキシラーゼ(4-hydroxybenzoate decarboxylase、EC 4.1.1.61)は、以下の化学反応を触媒する酵素である。
4-ヒドロキシ安息香酸 {\displaystyle \rightleftharpoons } フェノール + CO2
従って、この酵素の基質は、4-ヒドロキシ安息香酸のみ、生成物は、フェノールと二酸化炭素の2つである。
この酵素はリアーゼ、特に炭素-炭素結合を切断するカルボキシリアーゼに分類される。系統名は、4-ヒドロキシ安息香酸 カルボキシリアーゼ (フェノール形成)(4-hydroxybenzoate carboxy-lyase (phenol-forming))である。他に、p-hydroxybenzoate decarboxylase、4-hydroxybenzoate carboxy-lyaseとも呼ばれる。この酵素は、補酵素Aの連結による安息香酸の分解に関与している。